# プラハ交響楽団
プラハ交響楽団（プラハこうきょうがくだん、チェコ語：Symfonický orchestr hl. m. Prahy FOK, 英語: FOK Prague Symphony Orchestra）は、チェコ・プラハを本拠とするオーケストラ。

## 概要
1934年に、FOK交響楽団として設立。FOKとは「Film-Opera-Koncert」の略で、設立当初は映画音楽を中心的に行っていた。
1952年に、プラハ市公認オーケストラとなり、現在の楽団名を採用。音楽監督を置かず演奏活動を行っているが、セルジュ・ボドに名誉指揮者の称号を贈っている。
ビエロフラーヴェク指揮でムソルグスキー『展覧会の絵』やスメタナ作品集などのレコーディングを行っている。
1984年の初来日以降、しばしば来日公演ツアーを行っている。

## 歴代首席指揮者等
- ヴァーツラフ・スメターチェク(1942年 - 1972年)
- ラディスラフ・スロヴァーク(1972年 - 1976年)
- インドルジヒ・ローハン(1976年 - 1977年)
- イルジー・ビエロフラーヴェク(1977年 - 1989年)
- ペトル・アルトリフテル(1990年 - 1992年)
- マルティン・トゥルノフスキー(1992年 - 1995年)
- ガエターノ・デローグ(1995年 - 1998年)
- セルジュ・ボド(2001年 - 2006年)
- イルジー・コウト(2006年 - 2014年)
- ピエタリ・インキネン(2014年 - 2020年)
- トマーシュ・ブラウネル(2020年 - )[1]
- トマーシュ・ネトピル(2025年 - ) 次期首席指揮者[2]